# Brian Mahoney
Brian C. Mahoney (17 dicembre 1948) è un ex cestista e allenatore di pallacanestro statunitense, professionista nella ABA.

## Carriera
Venne selezionato dai Cleveland Cavaliers al quinto giro del Draft NBA 1971 (69ª scelta assoluta).